# Reid Scott
Reid Scott (Albany, 19 de novembro de 1977) é um ator norte-americano. 
É graduado em Cinema pela Universidade Syracuse. 
Atuou em comerciais de televisão antes de participar de seriados estreando em That '70s Show em 2002. Protagonizou My Boys e como convidado em American Dreams, The Secret Life of the American Teenager, Motorcity e The Big C.
De 2012 a 2019 integrou o elenco principal da série Veep.